# Selenocephalus pallidus
Selenocephalus pallidus är en insektsart som beskrevs av Carl Ludwig Kirschbaum 1868. Selenocephalus pallidus ingår i släktet Selenocephalus och familjen dvärgstritar. Inga underarter finns listade i Catalogue of Life.